# Poggio Bustone
Poggio Bustone je obec s asi 2000 obyvatel v provincii Rieti v kraji Lazio v Itálii. Je to historické městečko s osídlením pamatujícím zřejmě již starý Řím a s dochovanými záznamy z 12. století. V současnosti město velmi těží ze svého nejslavnějšího rodáka, zesnulého zpěváka Lucia Battistiho.